# Monument national (Italie)
 (janvier 2023).
Si vous disposez d'ouvrages ou d'articles de référence ou si vous connaissez des sites web de qualité traitant du thème abordé ici, merci de compléter l'article en donnant les références utiles à sa vérifiabilité et en les liant à la section « Notes et références ».
Les monuments nationaux italiens sont des sites ou des zones que l’État italien considèrent comme ayant des caractéristiques particulières et les placer en tant que points de symboles de référence à la communauté nationale.

## Historique
Après l'unification de l'Italie, une série de bâtiments et des lieux ont déclaré "monument national" et oblige le gouvernement italien à la conservation de certains monuments (cfr. La loi 7 juillet 1866 n. 3096, art. 33). Le terme de « monuments » fait référence  « bâtiments et lieux qui sont liés à notre histoire et à la mémoire des grands hommes ». Dans la pratique, les monuments sont, en général, historiques, bâtis de pierre, principalement dans les villes, dans le double rôle de complexe architectural avec des décorations impressionnantes, ou dans celui de monuments unique de célébration.
La classification des monuments a commencé en 1870, à la demande par le Conseil des Beaux-Arts, qui a fourni une liste des bâtiments publics qui "méritent d'être compté parmi les monuments nationaux". Les listes ont ensuite été préparées par les comités consultatifs des Beaux-Arts, établis depuis 1864 dans différentes provinces du Royaume. La collection de listes a conduit à la publication de la première liste des monuments nationaux médiévales et modernes en 1875.  La nécessité de compléter et corriger "la liste des édifices monumentaux" a été répété à nouveau en 1896, lorsque le ministère de l’éducation italien a exhorté les bureaux régionaux pour la préparation des cartes qui a conduit à la classification en monuments d'importance nationale, régionale et locale. La liste des édifices monumentaux en Italie n'a finalement été publiée qu'en 1902.

## Liste
| Monument                                                                                            | Commune                | Adresse       | Coordonnées                             | Notice                                                                         | Protection | Date | Illustration                                                                                        |
| --------------------------------------------------------------------------------------------------- | ---------------------- | ------------- | --------------------------------------- | ------------------------------------------------------------------------------ | ---------- | ---- | --------------------------------------------------------------------------------------------------- |
| Palais Caracciolo                                                                                   | Atripalda              |               | à géolocaliser                          |                                                                                |            |      | Palais Caracciolo                                                                                   |
| Citadelle d'Alexandrie                                                                              | Alexandrie             |               | 44° 55′ 15″ nord, 8° 36′ 25″ est        |                                                                                |            |      | Citadelle d'Alexandrie                                                                              |
| Basilique Saint-François d'Assise                                                                   | Assise                 |               | 43° 04′ 29″ nord, 12° 36′ 21″ est       |                                                                                |            |      | Basilique Saint-François d'Assise                                                                   |
| Palais Alfieri                                                                                      | Asti                   |               | 44° 53′ 57″ nord, 8° 11′ 54″ est        |                                                                                |            |      | Palais Alfieri                                                                                      |
| Cathédrale d'Atri                                                                                   | Atri                   |               | 42° 34′ 49″ nord, 13° 58′ 44″ est       |                                                                                |            |      | Cathédrale d'Atri                                                                                   |
| Baptistère de San Giovanni                                                                          | Ascoli Piceno          |               | 42° 34′ 49″ nord, 13° 58′ 44″ est       |                                                                                |            |      | Baptistère de San Giovanni                                                                          |
| Cathédrale de Santa Maria Assunta et San Canio                                                      | Acerenza               |               | à géolocaliser                          |                                                                                |            |      | Cathédrale de Santa Maria Assunta et San Canio                                                      |
| Castel del Monte                                                                                    | Andria                 |               | 41° 05′ 03″ nord, 16° 16′ 17″ est       |                                                                                |            |      | Castel del Monte                                                                                    |
| Maison natale de Michele Bianchi                                                                    | Belmonte Calabro       |               | à géolocaliser                          |                                                                                |            |      | Image manquante Téléverser                                                                          |
| Ancien château de Giovanni Pascoli                                                                  | Barga                  |               | 44° 04′ 57″ nord, 10° 27′ 45″ est       |                                                                                |            |      | Image manquante Téléverser                                                                          |
| Maison natale de Gaetano Donizett                                                                   | Bergame                |               | à géolocaliser                          |                                                                                |            |      | Image manquante Téléverser                                                                          |
| Maison natale de Giuseppe Verdi                                                                     | Busseto                | Roncole Verdi | 44° 57′ 14″ nord, 10° 04′ 26″ est       |                                                                                |            |      | Maison natale de Giuseppe Verdi                                                                     |
| Abbaye de San Clemente                                                                              | Castiglione a Casauria |               | à géolocaliser                          |                                                                                |            |      | Abbaye de San Clemente                                                                              |
| Maison natale de Alfredo Oriani                                                                     | Casola Valsenio        |               | à géolocaliser                          |                                                                                |            |      | Image manquante Téléverser                                                                          |
| Monastère de Saint Nicolas l'Arène                                                                  | Catane                 |               | 37° 30′ 13″ nord, 15° 04′ 46″ est       |                                                                                |            |      | Monastère de Saint Nicolas l'Arène                                                                  |
| Maison natale de Vincenzo Bellini                                                                   | Catane                 |               | à géolocaliser                          |                                                                                |            |      | Image manquante Téléverser                                                                          |
| Maison natale de Giovanni Verga                                                                     | Catane                 |               | à géolocaliser                          |                                                                                |            |      | Image manquante Téléverser                                                                          |
| Chartreuse de Trisulti                                                                              | Collepardo             |               | 41° 46′ 46″ nord, 13° 23′ 51″ est       |                                                                                |            |      | Chartreuse de Trisulti                                                                              |
| Temple d'Hercule                                                                                    | Cori                   |               | à géolocaliser                          |                                                                                |            |      | Temple d'Hercule                                                                                    |
| Abbaye de Montecassino                                                                              | Cassino                |               | 41° 29′ 24″ nord, 13° 48′ 50″ est       |                                                                                |            |      | Abbaye de Montecassino                                                                              |
| Casertavecchia                                                                                      | Caserta                |               | 41° 04′ 48″ nord, 14° 21′ 59″ est       |                                                                                |            |      | Casertavecchia                                                                                      |
| Cathédrale de Calvi Risorta                                                                         | Calvi Risorta          |               | 41° 13′ 10″ nord, 14° 07′ 45″ est       |                                                                                |            |      | Cathédrale de Calvi Risorta                                                                         |
| Chartreuse de Pise                                                                                  | Calci                  |               | 43° 43′ 19″ nord, 10° 31′ 22″ est       |                                                                                |            |      | Chartreuse de Pise                                                                                  |
| Maison natale de Giordano de Pise                                                                   | Chianni                | Rivalto       | à géolocaliser                          |                                                                                |            |      | Image manquante Téléverser                                                                          |
| Cathédrale de Colle di Val d'Elsa                                                                   | Colle di Val d'Elsa    |               | 43° 25′ 21″ nord, 11° 07′ 14″ est       |                                                                                |            |      | Cathédrale de Colle di Val d'Elsa                                                                   |
| Abbaye territoriale de la Sainte Trinité de Cava                                                    | Cava de' Tirreni       |               | 40° 40′ 56″ nord, 14° 41′ 27″ est       |                                                                                |            |      | Abbaye territoriale de la Sainte Trinité de Cava                                                    |
| Ponte degli Alidosi                                                                                 | Castel del Rio         |               | à géolocaliser                          |                                                                                |            |      | Ponte degli Alidosi                                                                                 |
| Chartreuse de Pavie                                                                                 | Certosa di Pavia       |               | 45° 11′ 00″ nord, 9° 09′ 00″ est        |                                                                                |            |      | Chartreuse de Pavie                                                                                 |
| Maison natale d'Alessandro Volta                                                                    | Côme                   |               | à géolocaliser                          |                                                                                |            |      | Image manquante Téléverser                                                                          |
| Tombe d'Alessandro Volta                                                                            | Camnago Volta          |               | à géolocaliser                          |                                                                                |            |      | Tombe d'Alessandro Volta                                                                            |
| maison de Alessandro Manzoni                                                                        | Cormano                |               | à géolocaliser                          |                                                                                |            |      | Image manquante Téléverser                                                                          |
| site archéologique de Capo Colonna                                                                  | Crotone                |               | à géolocaliser                          |                                                                                |            |      | site archéologique de Capo Colonna                                                                  |
| San Martino della Battaglia                                                                         | Desenzano del Garda    |               | 45° 26′ 18″ nord, 10° 36′ 00″ est       |                                                                                |            |      | San Martino della Battaglia                                                                         |
| Cathédrale de la très sainte Marie                                                                  | Enna                   |               | 37° 34′ 02″ nord, 14° 16′ 57″ est       |                                                                                |            |      | Cathédrale de la très sainte Marie                                                                  |
| Couvent Michetti                                                                                    | Francavilla al Mare    |               | 42° 24′ 56″ nord, 14° 17′ 37″ est       |                                                                                |            |      | Couvent Michetti                                                                                    |
| Abbaye de Farfa                                                                                     | Fara in Sabina         |               | 42° 12′ 18″ nord, 12° 43′ 07″ est       |                                                                                |            |      | Abbaye de Farfa                                                                                     |
| Cathédrale de Feltre                                                                                | Feltre                 |               | 46° 01′ 00″ nord, 11° 54′ 33″ est       |                                                                                |            |      | Cathédrale de Feltre                                                                                |
| Musée Maison de Dante                                                                               | Florence               |               | 43° 46′ 16″ nord, 11° 15′ 25″ est       |                                                                                |            |      | Musée Maison de Dante                                                                               |
| Jardins Oricellari                                                                                  | Florence               |               | 43° 46′ 32″ nord, 11° 14′ 38″ est       |                                                                                |            |      | Image manquante Téléverser                                                                          |
| Basilique de la Santissima Annunziata                                                               | Florence               |               | 43° 46′ 38″ nord, 11° 15′ 43″ est       |                                                                                |            |      | Basilique de la Santissima Annunziata                                                               |
| Basilique Santa Croce de Florence                                                                   | Florence               |               | 43° 46′ 07″ nord, 11° 15′ 44″ est       |                                                                                |            |      | Basilique Santa Croce de Florence                                                                   |
| Basilique Santo Spirito                                                                             | Florence               |               | 43° 46′ 04″ nord, 11° 14′ 54″ est       |                                                                                |            |      | Basilique Santo Spirito                                                                             |
| Basilique San Marco                                                                                 | Florence               |               | 43° 46′ 42″ nord, 11° 15′ 31″ est       |                                                                                |            |      | Basilique San Marco                                                                                 |
| Église Santa Maria del Carmine                                                                      | Florence               |               | 43° 46′ 05″ nord, 11° 14′ 38″ est       |                                                                                |            |      | Église Santa Maria del Carmine                                                                      |
| Basilique Santa Maria Novella                                                                       | Florence               |               | 43° 46′ 29″ nord, 11° 14′ 58″ est       |                                                                                |            |      | Basilique Santa Maria Novella                                                                       |
| Église Santa Maria Maggiore                                                                         | Florence               |               | 43° 46′ 24″ nord, 11° 15′ 11″ est       |                                                                                |            |      | Église Santa Maria Maggiore                                                                         |
| Vittoriale degli italiani                                                                           | Gardone Riviera        |               | 45° 37′ 26″ nord, 10° 33′ 54″ est       |                                                                                |            |      | Vittoriale degli italiani                                                                           |
| Maison de Carlo Pisacane                                                                            | Gênes                  |               | à géolocaliser                          |                                                                                |            |      | Image manquante Téléverser                                                                          |
| Maison de Giuseppe Mazzini                                                                          | Gênes                  |               | à géolocaliser                          |                                                                                |            |      | Image manquante Téléverser                                                                          |
| Palazzo San Giorgio                                                                                 | Gênes                  |               | 44° 24′ 33″ nord, 8° 55′ 44″ est        |                                                                                |            |      | Palazzo San Giorgio                                                                                 |
| Villa Spinola                                                                                       | Gênes                  |               | à géolocaliser                          |                                                                                |            |      | Image manquante Téléverser                                                                          |
| Monumento ai Mille                                                                                  | Gênes                  |               | à géolocaliser                          |                                                                                |            |      | Monumento ai Mille                                                                                  |
| Abbaye territoriale de Sainte Marie de Grottaferrata                                                | Grottaferrata          |               | 41° 47′ 07″ nord, 12° 40′ 02″ est       | « abrogé par décret du Président de la République n. 248 du 13 décembre 2010 » |            |      | Abbaye territoriale de Sainte Marie de Grottaferrata                                                |
| Cimetière de fratelli Cairoli                                                                       | Gropello Cairoli       |               | à géolocaliser                          |                                                                                |            |      | Image manquante Téléverser                                                                          |
| Amphithéâtre de Lecce                                                                               | Lecce                  |               | 40° 21′ 09″ nord, 18° 10′ 21″ est       |                                                                                |            |      | Amphithéâtre de Lecce                                                                               |
| Couvent des Capucins                                                                                | Lecco                  |               | 45° 50′ 43″ nord, 9° 23′ 59″ est        |                                                                                |            |      | Couvent des Capucins                                                                                |
| Villa Manzoni                                                                                       | Lecco                  |               | à géolocaliser                          |                                                                                |            |      | Villa Manzoni                                                                                       |
| Maison de Giuseppe Garibaldi                                                                        | La Maddalena           |               | 41° 12′ 59″ nord, 9° 27′ 40″ est        |                                                                                |            |      | Maison de Giuseppe Garibaldi                                                                        |
| Cimetière de Longarone                                                                              | Longarone              |               | 46° 13′ 59″ nord, 12° 17′ 15″ est       |                                                                                |            |      | Cimetière de Longarone                                                                              |
| Tombe de Giuseppe Garibaldi                                                                         | La Maddalena           |               | 41° 12′ 57″ nord, 9° 27′ 44″ est        |                                                                                |            |      | Tombe de Giuseppe Garibaldi                                                                         |
| Maison natale de Gaspare Spontini                                                                   | Maiolati Spontini      |               | à géolocaliser                          |                                                                                |            |      | Maison natale de Gaspare Spontini                                                                   |
| Maison d'habitation de Gaspare Spontini                                                             | Maiolati Spontini      |               | à géolocaliser                          |                                                                                |            |      | Maison d'habitation de Gaspare Spontini                                                             |
| Ossuaire de Mentana                                                                                 | Mentana                |               | à géolocaliser                          |                                                                                |            |      | Ossuaire de Mentana                                                                                 |
| Salon au premier étage du bâtiment sis Piazza San Sepolcro 9 où se tint l'assemblée du 23 mars 1919 | Milan                  |               | 45° 27′ 47″ nord, 9° 11′ 06″ est        |                                                                                |            |      | Salon au premier étage du bâtiment sis Piazza San Sepolcro 9 où se tint l'assemblée du 23 mars 1919 |
| Sede Redazione Popolo d'Italia                                                                      | Milan                  |               | à géolocaliser                          |                                                                                |            |      | Sede Redazione Popolo d'Italia                                                                      |
| Maison natale d'Alessandro Manzoni                                                                  | Milan                  |               | à géolocaliser                          |                                                                                |            |      | Maison natale d'Alessandro Manzoni                                                                  |
| prison de Bourbon                                                                                   | Montefusco             |               | à géolocaliser                          |                                                                                |            |      | prison de Bourbon                                                                                   |
| Couvent San Francesco a Folloni                                                                     | Montella               |               | à géolocaliser                          |                                                                                |            |      | Couvent San Francesco a Folloni                                                                     |
| Dôme de Monza                                                                                       | Monza                  |               | 45° 35′ 00″ nord, 9° 16′ 31″ est        |                                                                                |            |      | Dôme de Monza                                                                                       |
| Sanctuaire de Montevergine                                                                          | Mercogliano            |               | 40° 56′ 09,33″ nord, 14° 43′ 42,22″ est |                                                                                |            |      | Sanctuaire de Montevergine                                                                          |
| Église de Saint Gervais                                                                             | Mondolfo               |               | à géolocaliser                          |                                                                                |            |      | Image manquante Téléverser                                                                          |
| Église Sainte Marie de Pomposa                                                                      | Modène                 |               | 44° 38′ 57″ nord, 10° 55′ 27″ est       |                                                                                |            |      | Église Sainte Marie de Pomposa                                                                      |
| Cathédrale de Monreale                                                                              | Monreale               |               | 38° 04′ 54″ nord, 13° 17′ 31″ est       |                                                                                |            |      | Cathédrale de Monreale                                                                              |
| Monument national du mont Sabotin                                                                   | Gorizia                |               | 45° 35′ nord, 13° 23′ est               |                                                                                |            |      | Monument national du mont Sabotin                                                                   |
| Monument national de Monte San Michele                                                              | Monte San Michele      |               | à géolocaliser                          |                                                                                |            |      | Image manquante Téléverser                                                                          |
| Maison de Francesco De Sanctis                                                                      | Naples                 |               | à géolocaliser                          |                                                                                |            |      | Image manquante Téléverser                                                                          |
| Couvent de Monteoliveto                                                                             | Naples                 |               | à géolocaliser                          |                                                                                |            |      | Image manquante Téléverser                                                                          |
| Basilique Santa Chiara de Naples                                                                    | Naples                 |               | 40° 50′ 49″ nord, 14° 15′ 10″ est       |                                                                                |            |      | Basilique Santa Chiara de Naples                                                                    |
| Palais Filomarino                                                                                   | Naples                 |               | 40° 50′ 52″ nord, 14° 15′ 11″ est       |                                                                                |            |      | Image manquante Téléverser                                                                          |
| Tombe de Giacomo Leopardi                                                                           | Naples                 |               | à géolocaliser                          |                                                                                |            |      | Image manquante Téléverser                                                                          |
| Maison de Francesco Crispi                                                                          | Naples                 |               | à géolocaliser                          |                                                                                |            |      | Image manquante Téléverser                                                                          |
| Église des Girolamini                                                                               | Naples                 |               | à géolocaliser                          |                                                                                |            |      | Église des Girolamini                                                                               |
| Chartreuse San Martino                                                                              | Naples                 |               | 40° 50′ 36″ nord, 14° 14′ 28″ est       |                                                                                |            |      | Chartreuse San Martino                                                                              |
| Église de Sainte Marie                                                                              | Nocera Superiore       |               | à géolocaliser                          |                                                                                |            |      | Image manquante Téléverser                                                                          |
| Église de Saint Paragorio                                                                           | Noli                   |               | à géolocaliser                          |                                                                                |            |      | Image manquante Téléverser                                                                          |
| Maison natale de Grazia Deledda                                                                     | Nuoro                  |               | à géolocaliser                          |                                                                                |            |      | Image manquante Téléverser                                                                          |
| Fort d'Osoppo                                                                                       | Osoppo                 |               | à géolocaliser                          |                                                                                |            |      | Fort d'Osoppo                                                                                       |
| Maison natale de Gabriele D'Annunzio                                                                | Pescara                |               | 42° 27′ 40″ nord, 14° 12′ 43″ est       |                                                                                |            |      | Maison natale de Gabriele D'Annunzio                                                                |
| Maison natale de Gioachino Rossini                                                                  | Pesaro                 |               | à géolocaliser                          |                                                                                |            |      | Maison natale de Gioachino Rossini                                                                  |
| Maison natale du Titien                                                                             | Pieve di Cadore        |               | à géolocaliser                          |                                                                                |            |      | Maison natale du Titien                                                                             |
| Basilique Sainte-Justine de Padoue                                                                  | Padoue                 |               | 45° 23′ 48″ nord, 11° 52′ 44″ est       |                                                                                |            |      | Basilique Sainte-Justine de Padoue                                                                  |
| Maison natale de Pierluigi da Palestrina                                                            | Palestrina             |               | à géolocaliser                          |                                                                                |            |      | Image manquante Téléverser                                                                          |
| Abbaye de Saint-Jean de l'Argentella                                                                | Palombara Sabina       |               | 42° 03′ 18″ nord, 12° 45′ 09″ est       |                                                                                |            |      | Image manquante Téléverser                                                                          |
| Forteresse de Palmanova                                                                             | Palmanova              |               | 45° 54′ 19″ nord, 13° 18′ 36″ est       |                                                                                |            |      | Image manquante Téléverser                                                                          |
| Église du Gesù de Palerme                                                                           | Palerme                |               | 38° 06′ 47″ nord, 13° 21′ 42″ est       |                                                                                |            |      | Église du Gesù de Palerme                                                                           |
| église de Sainte Marie Madeleine                                                                    | Palerme                |               | à géolocaliser                          |                                                                                |            |      | Image manquante Téléverser                                                                          |
| Église de la Martorana de Palerme                                                                   | Palerme                |               | 38° 06′ 53″ nord, 13° 21′ 47″ est       |                                                                                |            |      | Église de la Martorana de Palerme                                                                   |
| Église Saint-Jean des Ermites                                                                       | Palerme                |               | 38° 06′ 35″ nord, 13° 21′ 17″ est       |                                                                                |            |      | Église Saint-Jean des Ermites                                                                       |
| Maison natale de Francesco Ferrara                                                                  | Palerme                |               | à géolocaliser                          |                                                                                |            |      | Image manquante Téléverser                                                                          |
| Basilique Saint-Pierre de Pérouse                                                                   | Pérouse                |               | à géolocaliser                          |                                                                                |            |      | Image manquante Téléverser                                                                          |
| Palazzina del Comando di Presidio                                                                   | Peschiera del Garda    |               | à géolocaliser                          | « abrogé en 2010 par decret n. 248 du Président de la République »             |            |      | Image manquante Téléverser                                                                          |
| Tour de Pise                                                                                        | Pise                   |               | 43° 43′ 23″ nord, 10° 23′ 48″ est       |                                                                                |            |      | Tour de Pise                                                                                        |
| Domus Mazziniana                                                                                    | Pise                   |               | à géolocaliser                          |                                                                                |            |      | Domus Mazziniana                                                                                    |
| Maison natale d'Antonio Pacinotti                                                                   | Pise                   |               | à géolocaliser                          |                                                                                |            |      | Image manquante Téléverser                                                                          |
| sépulture Imbriani-Poerio                                                                           | Pomigliano d'Arco      |               | à géolocaliser                          |                                                                                |            |      | Image manquante Téléverser                                                                          |
| Abbaye de Pontida                                                                                   | Pontida                |               | 45° 43′ 50″ nord, 9° 30′ 15″ est        |                                                                                |            |      | Abbaye de Pontida                                                                                   |
| Arc de l'Annonciation                                                                               | Padula                 |               | à géolocaliser                          |                                                                                |            |      | Image manquante Téléverser                                                                          |
| Maison natale de Luigi Pirandello                                                                   | Agrigente              |               | 37° 16′ 11″ nord, 13° 35′ 36″ est       |                                                                                |            |      | Maison natale de Luigi Pirandello                                                                   |
| Maison natale de Francesco Crispi                                                                   | Ribera                 |               | à géolocaliser                          |                                                                                |            |      | Image manquante Téléverser                                                                          |
| Abbaye de Vallombrosa                                                                               | Reggello               |               | 43° 43′ 55″ nord, 11° 33′ 28″ est       |                                                                                |            |      | Image manquante Téléverser                                                                          |
| Maison natale de Pie X                                                                              | Riese Pio X            |               | à géolocaliser                          |                                                                                |            |      | Image manquante Téléverser                                                                          |
| Colisée                                                                                             | Rome                   |               | 41° 53′ 26″ nord, 12° 29′ 33″ est       |                                                                                |            |      | Colisée                                                                                             |
| Monument à Victor-Emmanuel II                                                                       | Rome                   |               | 41° 53′ 41″ nord, 12° 28′ 59″ est       |                                                                                |            |      | Monument à Victor-Emmanuel II                                                                       |
| Monument équestre dédié à Giuseppe Garibaldi sur le Janicule                                        | Rome                   |               | à géolocaliser                          |                                                                                |            |      | Monument équestre dédié à Giuseppe Garibaldi sur le Janicule                                        |
| Monument à Giuseppe Mazzini                                                                         | Rome                   |               | 41° 53′ 10″ nord, 12° 29′ 01″ est       |                                                                                |            |      | Monument à Giuseppe Mazzini                                                                         |
| Monument à Marco Minghetti                                                                          | Rome                   |               | à géolocaliser                          |                                                                                |            |      | Image manquante Téléverser                                                                          |
| Monument à Quintino Sella                                                                           | Rome                   |               | à géolocaliser                          |                                                                                |            |      | Image manquante Téléverser                                                                          |
| aire antique                                                                                        | San Pietro Infine      |               | à géolocaliser                          |                                                                                |            |      | Image manquante Téléverser                                                                          |
| tombe de Camillo Cavour                                                                             | Santena                |               | à géolocaliser                          |                                                                                |            |      | Image manquante Téléverser                                                                          |
| Mémorial de Sanza                                                                                   | Sanza                  |               | à géolocaliser                          |                                                                                |            |      | Image manquante Téléverser                                                                          |
| Quai de Camarelle                                                                                   | Sapri                  |               | à géolocaliser                          |                                                                                |            |      | Image manquante Téléverser                                                                          |
| Maison de Guglielmo Marconi                                                                         | Sasso Marconi          |               | à géolocaliser                          |                                                                                |            |      | Image manquante Téléverser                                                                          |
| Maison natale de Giovanni Pascoli                                                                   | San Mauro Pascoli      |               | à géolocaliser                          |                                                                                |            |      | Image manquante Téléverser                                                                          |
| Maison natale de Lazzaro Spallanzani                                                                | Scandiano              |               | à géolocaliser                          |                                                                                |            |      | Image manquante Téléverser                                                                          |
| Tombe de la Mule                                                                                    | Sesto Fiorentino       |               | 43° 49′ 43″ nord, 11° 12′ 52″ est       |                                                                                |            |      | Tombe de la Mule                                                                                    |
| Maison d'Angelo Guelfi                                                                              | Scarlino               |               | à géolocaliser                          |                                                                                |            |      | Image manquante Téléverser                                                                          |
| Basilique San Domenico                                                                              | Sienne                 |               | 43° 19′ 12″ nord, 11° 19′ 36″ est       |                                                                                |            |      | Image manquante Téléverser                                                                          |
| Bibliothèque du monastère de Sainte Scolastique                                                     | Subiaco                |               | à géolocaliser                          |                                                                                |            |      | Image manquante Téléverser                                                                          |
| Temple de la Victoire (Himera)                                                                      | Termini Imerese        |               | 37° 58′ 26″ nord, 13° 49′ 26″ est       |                                                                                |            |      | Temple de la Victoire (Himera)                                                                      |
| Abbaye de Praglia                                                                                   | Teolo                  |               | 45° 21′ 51″ nord, 11° 44′ 06″ est       |                                                                                |            |      | Abbaye de Praglia                                                                                   |
| Risiera di San Sabba                                                                                | Trieste                |               | 45° 37′ 16″ nord, 13° 47′ 20″ est       |                                                                                |            |      | Risiera di San Sabba                                                                                |
| Maison natale de Camillo Cavour                                                                     | Turin                  |               | à géolocaliser                          |                                                                                |            |      | Image manquante Téléverser                                                                          |
| Palais Madame (Turin)                                                                               | Turin                  |               | 45° 04′ 16″ nord, 7° 41′ 08″ est        |                                                                                |            |      | Palais Madame (Turin)                                                                               |
| Maison de Giovanni da Udine                                                                         | Udine                  |               | à géolocaliser                          |                                                                                |            |      | Image manquante Téléverser                                                                          |
| Maison natale de Gabriele Rossetti                                                                  | Vasto                  |               | à géolocaliser                          |                                                                                |            |      | Image manquante Téléverser                                                                          |
| Abbaye de la Trinité de Venosa                                                                      | Venosa                 |               | 40° 58′ 10″ nord, 15° 49′ 39″ est       |                                                                                |            |      | Abbaye de la Trinité de Venosa                                                                      |
| Île Santo Stefano                                                                                   | Ventotene              |               | 40° 47′ 22″ nord, 13° 27′ 15″ est       |                                                                                |            |      | Île Santo Stefano                                                                                   |
| Abbaye de Casamari                                                                                  | Veroli                 |               | 41° 40′ 16″ nord, 13° 29′ 15″ est       |                                                                                |            |      | Abbaye de Casamari                                                                                  |
| Basilique palladienne                                                                               | Vicence                |               | 45° 32′ 49″ nord, 11° 32′ 47″ est       |                                                                                |            |      | Basilique palladienne                                                                               |
| Maison natale de Ludovico Antonio Muratori                                                          | Vignola                |               | à géolocaliser                          |                                                                                |            |      | Image manquante Téléverser                                                                          |
| Église et couvent de Santa Maria della Quercia                                                      | Viterbo                |               | à géolocaliser                          |                                                                                |            |      | Image manquante Téléverser                                                                          |
| Monastère de Sainte Rose                                                                            | Viterbo                |               | à géolocaliser                          |                                                                                |            |      | Monastère de Sainte Rose                                                                            |
| Villa Giacomo Puccini                                                                               | Viareggio              |               | 43° 49′ 57″ nord, 10° 18′ 22″ est       |                                                                                |            |      | Villa Giacomo Puccini                                                                               |